# Sascha Hildmann
Sascha Hildmann (* 7. April 1972 in Kaiserslautern) ist ein ehemaliger deutscher Fußballspieler und jetziger -trainer. Bis Ende April 2025 war er Cheftrainer von Preußen Münster.

## Karriere

### Als Spieler
Hildmann spielte in seiner Jugend beim SV Enkenbach. Ab 1985 stand er beim 1. FC Kaiserslautern unter Vertrag. In der Spielzeit 1994/95 stand er im Profikader, absolvierte aber kein Bundesligaspiel. Ein Jahr später wechselte er für eine Halbsaison zum 1. FC Saarbrücken und im Winter 1995/96 erneut zum 1. FC Kaiserslautern. Bis 2000 spielte er für die Amateurelf des FCK. Danach ging er zu Alemannia Aachen, wo er in zwei Jahren 36-mal in der 2. Bundesliga spielte und ein Tor erzielte. Weitere Stationen waren der FK Pirmasens und der FC 08 Homburg jeweils in der Oberliga Südwest. Ab 2006 war Hildmann Spielertrainer beim Landesligisten SV Rodenbach und wurde 2010/2011 Meister der Landesliga West.

### Als Trainer
Zur Saison 2011/12 wurde er Trainer beim Regionalligisten SC 07 Idar-Oberstein. Darauf folgte eine weitere Trainerstation beim SC Hauenstein, bevor er 2015 die U17 der SV Elversberg in der B-Jugend-Bundesliga übernahm. Ab 2016 trainierte Hildmann beim 1. FSV Mainz 05 die U16 als Cheftrainer in der B-Jugend Regionalliga Süd-Südwest.
Von Juli 2017 bis Oktober 2018 war er als Cheftrainer beim Drittligisten SG Sonnenhof Großaspach angestellt. Nachdem er die Mannschaft in seiner ersten Saison auf den 14. Tabellenplatz geführt hatte, missriet der Start in die Saison 2018/19, als aus den ersten zehn Saisonspielen nur ein Sieg gelang und der Klub auf einem Abstiegsrang stand. Nachdem man im Verbandspokal gegen den Verbandsligisten TSV Essingen mit 2:3 ausgeschieden war, wurde Hildmann Anfang Oktober 2018 von seinen Aufgaben freigestellt.
Am 6. Dezember 2018 trat Sascha Hildmann die Nachfolge des entlassenen Michael Frontzeck als Cheftrainer des Drittligakonkurrenten 1. FC Kaiserslautern an. Er übernahm die Mannschaft nach dem 17. Spieltag  mit 21 Punkten (5 Siegen, 6 Unentschieden, 6 Niederlagen; Torverhältnis 21:28) auf dem 12. Tabellenplatz. Zum Saisonende stand die Mannschaft nach 38 Spieltagen mit 51 Punkten (13 Siegen, 12 Unentschieden, 13 Niederlagen; Torverhältnis 49:51) auf dem 9. Tabellenplatz. Nach dem 8. Spieltag der Saison 2019/20 gab der FCK die Trennung von Hildmann bekannt. Die Mannschaft hatte bis dato neun Punkte geholt und zuletzt mit 1:6 in Meppen verloren.
Am 27. Dezember 2019 wurde Hildmann Cheftrainer des Ligakonkurrenten Preußen Münster. Er übernahm die Mannschaft während der Winterpause nach dem 20. Spieltag auf dem vorletzten Tabellenplatz mit 16 Punkten (3 Siegen, 7 Unentschieden, 10 Niederlagen; Torverhältnis 29:40). Am Saisonende stand die Mannschaft mit 40 Punkten (9 Siegen, 13 Unentschieden, 16 Niederlagen; Torverhältnis 49:62) auf dem 18. Tabellenplatz und stieg in die Regionalliga ab. Mit Preußen Münster gelang ihm in der Saison 2022/23 der Aufstieg in die 3. Liga sowie in der folgenden Saison 2023/24 der Durchmarsch in die 2. Bundesliga. Am Ende der Saison 2023/2024 war er mit 186 Pflichtspielen der Trainer mit der zweitlängsten Amtszeit (1637 Tage) in der Vereinsgeschichte. In dieser Zeit erzielte er einen Punkteschnitt von 2,02. Seit dem 27. Dezember 2024, dem vollendeten fünften Jahr seiner Amtszeit, ist Hildmann der SCP-Trainer mit der längsten ununterbrochenen Amtszeit. Damit hat er den bisherigen Spitzenreiter Richard Schneider überholt, der allerdings später noch einmal Trainer des Klubs war. Am 27. April trennte sich der Verein von ihm, nach einem 1:1 gegen SV Darmstadt 98 war man auf einen direkten Abstiegsplatz gerutscht.

## Erfolge als Trainer
- Aufstieg in die 2. Bundesliga: 2024 (Preußen Münster)
- Meister der Regionalliga West und Aufstieg in die 3. Liga: 2023 (Preußen Münster)
- Westfalenpokal-Sieger: 2021 (Preußen Münster)
- Südwestpokalsieger: 2019 (1. FC Kaiserslautern)